# Aalborg 89ers 2022
Questa voce raccoglie le informazioni riguardanti gli Aalborg 89ers nelle competizioni ufficiali della stagione 2022.

## Maschile

### Nationalligaen 2022

#### Stagione regolare
| Nærum 23 aprile 2022, ore 12:00 1ª giornata | Søllerød Gold Diggers | 54 – 24 referto | Aalborg 89ers | Rundforbi Stadion |

| Svenstrup J 21 maggio 2022, ore 14:00 2ª giornata | Aalborg 89ers | 12 – 36 referto | Copenhagen Towers | Dall-Ferslev Idrætsforening |

| Svenstrup J 12 giugno 2022, ore 12:00 3ª giornata | Aalborg 89ers | 43 – 44 referto | Triangle Razorbacks | Dall-Ferslev Idrætsforening |

| Vejle 14 agosto 2022, ore 16:00 5ª giornata | Triangle Razorbacks | 27 – 45 referto | Aalborg 89ers | Vejle Atletikstadion |

| Gentofte 27 agosto 2022, ore 12:00 7ª giornata | Copenhagen Towers | 56 – 19 referto | Aalborg 89ers | Gentofte Sportspark |

| Svenstrup J 3 settembre 2022, ore 14:00 8ª giornata | Aalborg 89ers | 16 – 45 referto | Søllerød Gold Diggers | Dall-Ferslev Idrætsforening |

### Playoff
| Nærum 10 settembre 2022, ore 12:00 | Søllerød Gold Diggers | 51 – 30 referto | Aalborg 89ers | Rundforbi Stadion |

### Statistiche di squadra
| Competizione      | %Vittorie | In casa | In casa | In casa | In casa | In casa | In casa | In trasferta | In trasferta | In trasferta | In trasferta | In trasferta | In trasferta | Totale | Totale | Totale | Totale | Totale | Totale |
| Competizione      | %Vittorie | G       | V       | N       | P       | Pf      | Ps      | G            | V            | N            | P            | Pf           | Ps           | G      | V      | N      | P      | Pf     | Ps     |
| ----------------- | --------- | ------- | ------- | ------- | ------- | ------- | ------- | ------------ | ------------ | ------------ | ------------ | ------------ | ------------ | ------ | ------ | ------ | ------ | ------ | ------ |
| Stagione regolare | .167      | 3       | 0       | 0       | 3       | 71      | 125     | 3            | 1            | 0            | 2            | 88           | 137          | 6      | 1      | 0      | 5      | 159    | 262    |
| Playoff           | .000      | 0       | 0       | 0       | 0       | 0       | 0       | 1            | 0            | 0            | 1            | 30           | 51           | 1      | 0      | 0      | 1      | 30     | 51     |
| Totale            | .143      | 3       | 0       | 0       | 3       | 71      | 125     | 4            | 1            | 0            | 3            | 118          | 188          | 7      | 1      | 0      | 6      | 189    | 313    |

## Femminile

### Danmarksserien Kvinder 2022

#### Stagione regolare
| Copenaghen 15 maggio 2022, ore 14:00 1ª giornata | Copenhagen Tomahawks | 20 – 6 referto | Aalborg 89ers/ Aarhus Tigers | Valby Idrætspark |

| Svenstrup J 20 agosto 2022, ore 14:00 3ª giornata | Aalborg 89ers /Aarhus Tigers | 6 – 30 referto | Copenhagen Tomahawks | Dall-Ferslev Idrætsforening |

| Svenstrup J 28 agosto 2022, ore 14:00 4ª giornata | Aalborg 89ers /Aarhus Tigers | 50 – 0 (a tavolino) referto | Triangle Razorbacks/ Odense Badgers | Dall-Ferslev Idrætsforening |

| Vejle 10 settembre 2022, ore 10:00 6ª giornata | Triangle Razorbacks /Odense Badgers | 0 – 50 (a tavolino) referto | Aalborg 89ers/ Aarhus Tigers | Kirkebakkehallen |

### Statistiche di squadra
| Competizione      | %Vittorie | In casa | In casa | In casa | In casa | In casa | In casa | In trasferta | In trasferta | In trasferta | In trasferta | In trasferta | In trasferta | Totale | Totale | Totale | Totale | Totale | Totale |
| Competizione      | %Vittorie | G       | V       | N       | P       | Pf      | Ps      | G            | V            | N            | P            | Pf           | Ps           | G      | V      | N      | P      | Pf     | Ps     |
| ----------------- | --------- | ------- | ------- | ------- | ------- | ------- | ------- | ------------ | ------------ | ------------ | ------------ | ------------ | ------------ | ------ | ------ | ------ | ------ | ------ | ------ |
| Stagione regolare | .500      | 2       | 1       | 0       | 1       | 56      | 30      | 2            | 1            | 0            | 1            | 56           | 20           | 4      | 2      | 0      | 2      | 112    | 50     |
| Totale            | .500      | 2       | 1       | 0       | 1       | 56      | 30      | 2            | 1            | 0            | 1            | 56           | 20           | 4      | 2      | 0      | 2      | 112    | 50     |